# András Kállay-Saunders
Pour les articles homonymes, voir Kállay.
András Kállay-Saunders, né le 28 janvier 1985 à New York, est un chanteur hongro-américain.
Après plusieurs participations au concours A Dal, organisé pour désigner le candidat hongrois au Concours Eurovision de la chanson, il finit par gagner l'édition 2014 pour représenter la Hongrie au Concours Eurovision de la chanson 2014 à Copenhague au Danemark, avec la chanson Running. Le 6 mai, à l'issue de la première demi-finale, il est qualifié pour la finale du 10 mai. Il finira 5e du Concours avec 143 points.